# Odontopyge
Odontopyge är ett släkte av mångfotingar. Odontopyge ingår i familjen Odontopygidae.

## Dottertaxa tillOdontopyge, i alfabetisk ordning[1]
- Odontopyge accincta
- Odontopyge amaura
- Odontopyge angolana
- Odontopyge angolensis
- Odontopyge anomala
- Odontopyge antrophila
- Odontopyge arrogans
- Odontopyge astragalus
- Odontopyge attemsi
- Odontopyge attenuata
- Odontopyge bayoni
- Odontopyge bicolor
- Odontopyge binodifer
- Odontopyge carli
- Odontopyge citernii
- Odontopyge delitescens
- Odontopyge dewittei
- Odontopyge difficilis
- Odontopyge dilatata
- Odontopyge dimidiatiformis
- Odontopyge dispersa
- Odontopyge diversicolor
- Odontopyge diversifacies
- Odontopyge doriae
- Odontopyge dorsalis
- Odontopyge ecarinata
- Odontopyge emini
- Odontopyge errata
- Odontopyge exqisita
- Odontopyge francosudanica
- Odontopyge gestrii
- Odontopyge gracilitarsus
- Odontopyge heteromodesta
- Odontopyge intermedia
- Odontopyge jallae
- Odontopyge kakandae
- Odontopyge kilimandjarona
- Odontopyge kollarii
- Odontopyge latifolia
- Odontopyge leviceps
- Odontopyge litoranea
- Odontopyge medjensis
- Odontopyge meneliki
- Odontopyge multiannulata
- Odontopyge ollieri
- Odontopyge paludosa
- Odontopyge paraguayensis
- Odontopyge picea
- Odontopyge procera
- Odontopyge procerula
- Odontopyge puerilla
- Odontopyge punctulata
- Odontopyge rubripes
- Odontopyge ruspolii
- Odontopyge scaphula
- Odontopyge schubotzi
- Odontopyge scorteccii
- Odontopyge sennae
- Odontopyge severinii
- Odontopyge simplex
- Odontopyge specularis
- Odontopyge stenotarsa
- Odontopyge subelegans
- Odontopyge terebrum
- Odontopyge trivialis
- Odontopyge uebicola
- Odontopyge uvirensis
- Odontopyge vanutellii
- Odontopyge vermicularis